# Captain Cosmotic
Captain Cosmotic ist ein als Parodie angelegter Superhelden-Science-Fiction-Action-Splatterfilm des Regisseurs Thilo Gosejohann aus dem Jahre 1998.

## Handlung des Films
Der finstere Berator, Herrscher über den Planeten Karloff (eine Anspielung auf den Schauspieler Boris Karloff), ist mit seinem gegenwärtigen Reich unzufrieden und wünscht, stattdessen den Planeten Lugosi (eine weitere Anspielung, die sich auf Bela Lugosi bezieht) zu erobern. Dazu benötigt er Energie, die er aus dem Erdkern des Planeten Erde zu gewinnen gedenkt. Er schickt seine vier Schergen aus, die Liga der Ungerechtigkeit: Dr. Darm, Rex Guilty (noch eine Anspielung, diesmal auf Rex Gildo), Gordon Rogers (bezieht sich auf die Science-Fiction-Helden Flash Gordon und Buck Rogers) und Dr. Oektar (der Name von Dr. Oetker wird parodiert). Ihr Auftrag ist, den Erdkern abzusaugen, die Erde sodann zu vernichten und nach Karloff zurückzukehren.
Die Lugosianer erfahren jedoch vorzeitig von den Plänen des Berators und schicken eine Raumsonde zur Erde. Diese Sonde findet der glücklose Küchenartikel-Vertreter Dieter Parker (Anspielung auf Spider-Man Peter Parker) in Niehorst, im ländlichen Umland von Gütersloh. Ihm wird offenbart, dass er – und nur er – den Plan des Berators zunichtemachen kann. Parker wird mit Superkräften ausgestattet und ist fortan Captain Cosmotic. Sogleich beginnt er seine neue Tätigkeit als Kämpfer für das Gute, indem er einen Tankstellenüberfall vereitelt.
Derweil ist die Liga der Ungerechtigkeit bereits auf der Erde eingetroffen und beginnt mit den Vorbereitungen zum Absaugen des Erdkerns. Dabei treffen sie auf Dietlind Abate-Fetel (der Nachname ist die Bezeichnung für eine Birnensorte, Abate Fetel), welche von ihrem Mann brutalst unterdrückt wird und zudem unglücklich in Dieter verliebt ist. Durch einen Fehler der Außerirdischen wird Dietlind mit Superkräften ausgestattet und verwandelt sich wenig später in die Superheldin Powerbitch.
Gemeinsam gelingt es Captain Cosmotic und Powerbitch trotz zahlreicher Widrigkeiten und unangenehmer Hindernisse, die Schurken unschädlich zu machen und den Planeten des Berators zu vernichten.

## Bedeutung
Captain Cosmotic ist ein Film, der unter außergewöhnlichen Umständen entstand. So betrug etwa das Gesamtbudget nur 1.828 DM, die Dreharbeiten zogen sich von September 1995 bis Oktober 1997 hin, und wenn nicht gerade eine Wiese als Drehort diente, musste unter anderem der Dachboden des Gosejohann'schen Hauses den Thronsaal des Berators symbolisieren oder ein mit reichlich Silberfolie ausgekleideter Kellerraum das Innere eines Raumschiffs. Auch zahlreiche Requisiten entstanden durch Zweckentfremdung; die futuristische Brille des Rex Guilty etwa besteht aus zwei Teesieben. Alleine aufgrund dieser Faktoren ist Captain Cosmotic bereits eindeutig ein Trashfilm; die bizarre Handlung, improvisierte und teils abstruse Dialoge, seltsame Kostüme und die gelegentlich zweifelhaften schauspielerischen Leistungen der Darsteller verstärken diesen Effekt noch. Allerdings wurde diese Wirkung auch angestrebt: Der Film ist eine kombinierte Parodie auf diverse Filmgenres und nimmt sich selbst an keiner Stelle ernst.
Captain Cosmotic wurde mehrfach in Kinos aufgeführt. Die Premiere fand am 6. November 1998 im Bambi in Gütersloh statt. Der Film wurde zudem bereits im Fernsehen gezeigt: Im Frühjahr 2000 wurde Captain Cosmotic von VIVA Zwei zunächst als 26-teilige Serie, dann am 25. Dezember 2001 komplett im Abendprogramm gesendet. Der Film ist auf VHS verfügbar, sowie in zwei DVD-Versionen als Einzel- und Doppel-DVD („Powerbitch Edition“). Die Doppel-DVD enthält zusätzliche Kurzfilme der Gosejohann-Brüder.